# فولرانوماب
فولرانوماب (انگلیسی: Fulranumab) نوعی آنتی‌بادی مونوکلونال علیه فاکتور رشد عصبی (NGF) است. این دارو برای درمان درد طراحی شده‌است.
در سال ۲۰۱۶ شرکت جانسون اند جانسون، تمام کارآزمایی‌های بالینی فاز سه مرتبط با این دارو را به دلایلی نامعلوم متوقف ساخت.